# Flat Top (Coatsland)
Der Flat Top (englisch für Flachgipfel) ist ein 1330 m hoher und markanter Tafelberg mit steilen Felsenkliffs im ostantarktischen Coatsland. Im westlichen Abschnitt der Shackleton Range ragt er 6 km nordöstlich der Lister Heights auf.
Entdeckt und deskriptiv benannt wurde er bei Erkundungsflügen der Commonwealth Trans-Antarctic Expedition (1955–1958). Teilnehmer dieser Expedition besuchten und kartierten ihn 1957.